# Years Since the Storm
Years Since the Storm (v překladu z angličtiny léta od bouře, zkratkou YSTS) byla americká metalcore/nu metalová kapela z města Holyoke ve státě Massachusetts založená v roce 2007, která byla aktivní do roku 2014. Během své existence vydala dvě studiová alba (z toho jedno vlastním nákladem), jedno demo, jedno EP a jeden singl.
Nápad na pojmenování kapely dostal bubeník a zakládající člen Kyle Wesolowski, když navštívil New Orleans v Louisianě cca 2–3 roky poté, co oblast zasáhl hurikán Katrina. Viděl následky ničivého živlu na vlastní oči a v ten moment se mu vnukl vhodný název pro kapelu.
Debutové studiové album Left Floating In the Sea vyšlo roku 2009, druhá a poslední dlouhohrající deska s názvem Hopeless Shelter vyšla v roce 2014.

## Členové kapely

### Poslední sestava
- Kyle Wesolowski – bicí, vokály (2008–2014)
- Eric Snapper – kytara (2008–2014)
- Colin McEachern – baskytara (2012–2014)
- Donnie Andrich – vokály (2013–2014)
- Troy Wilson – kytara (2013–2014)

### Bývalí členové
- Chris Misale – kytara (2008–2009)
- Joe Baumgarten – vokály (2008–2010)
- Eric Jespersen – baskytara (2008–2010)
- Joel Barlar – kytara (2009–2010)
- Nick Demaro – vokály (2010–2011)
- Jeremy Toce – baskytara (2010–2012)
- Robert McTaggart – kytara (2010–2013)

## Diskografie

### Dema
- Demo 2009 (2009)

### Studiová alba
- Left Floating In the Sea (2009) – vydáno vlastním nákladem
- Hopeless Shelter (2014) – pod hlavičkou vydavatelství Artery Recordings

### EP
- To The Clouds (2012) – vydáno vlastním nákladem

### Singly
- Gravity (2013)